# Green River (gruppo musicale)
I Green River sono stati un gruppo grunge dell'area di Seattle. Fu un gruppo pionieristico, i cui membri poi andarono a formare alcuni dei più grandi gruppi grunge, tra cui Pearl Jam, Mother Love Bone, Temple of the Dog (progetto formato dai membri dei Mother Love Bone, Chris Cornell ed Eddie Vedder dopo la morte di Andrew Wood, cantante appunto dei Mother Love Bone) e Mudhoney.

## Storia del gruppo
Il gruppo deve il suo nome al caso dell'assassino di Green River, che imperversava nel periodo della formazione della band.
Il gruppo è nato da un'idea di Mark Arm, futura voce del gruppo, che nel 1983 (attraverso Alex Vincent batterista), incontra il chitarrista Steve Turner e forma la band. Il primo ad aggiungersi è il bassista Jeff Ament, seguito dal già citato Alex Vincent. Alla fine dell'anno entra nel gruppo l'ultimo elemento, Stone Gossard, seconda chitarra.
La prima registrazione del gruppo fu per una compilation intitolata Deep Six (1986). La compilation, che fu curata da Chris Hanzsek e Tina Casale, li affiancava a gruppi che poi divennero delle vere e proprie leggende della scena di Seattle: Soundgarden, Melvins, Malfunkshun, U-Men e Skin Yard (questi ultimi famosi anche per la presenza alla chitarra del produttore Jack Endino). I Green River furono poi inseriti in Sub Pop 200, una compilation curata da Bruce Pavitt della Sub Pop e da Jonathan Poneman.
Il loro primo EP fu Come on Down, per la Homestead Records, pubblicato agli inizi del 1985; poco dopo la sua pubblicazione, Steve Turner lascia la band (per l'avvicinamento di quest'ultima al metal) e viene sostituito da Bruce Fairweather.
Il secondo lavoro della band fu registrato nell'estate 1986, ma venne pubblicato solo nel 1987 dalla Sub Pop con il titolo di Dry as a bone. L'album successivo fu registrato a brevissima distanza dal precedente Dry as a bone ed uscì solo nel 1988 con il titolo Rehab Doll. L'album vedeva poi come ospite Kim Gordon, che prestò la voce per Swallow My Pride. Purtroppo, la band si era già sciolta il 31 ottobre 1987.
I motivi dello scioglimento stavano nelle differenti intenzioni all'interno del gruppo riguardo alla produzione: Ament e Gossard volevano affidarsi alle major, mentre Arm e Vincent volevano restare in piccole label.
Dalle ceneri di questo gruppo ne nacquero due di fondamentale importanza per la storia del grunge: i Mudhoney (aventi al loro interno Arm e Turner) e i Mother Love Bone (con Ament e Gossard).
Nel 1993, durante il tour dei Pearl Jam, si riformarono sul palco i Green River con Ament, Gossard, Turner e Arm per una esibizione unica.

## Formazione
- Mark Arm - voce (1983-1988)
- Bruce Fairweather - chitarra (1985-1988)
- Stone Gossard - chitarra (1983-1988)
- Jeff Ament - basso (1983-1988)
- Alex Vincent - batteria (1983-1988)

Ex componenti
- Steve Turner - chitarra (1983-1985)

## Discografia

### Album in studio
- 1988 - Rehab Doll

### EP
- 1985 - Come on Down
- 1987 - Dry As a Bone

### Singoli
- 1986 - Together We'll Never

### Raccolte
- 1990 - Dry As a Bone/Rehab Doll

### Altre apparizioni
- 1986 - 10,000 Things e Your Own Best Friend nella compilation Deep Six
- 1988 - Searchin' (Good Things Come) nella compilation Motor City Madness
- 1988 - Hangin' Tree nella compilation Sub Pop 200
- 1989 - Swallow My Pride nella compilation This House Is Not A Motel
- 1989 - Hangin' Tree nella compilation Sub Pop Rock City
- 1989 - Bazaar e Away in Manger nella compilation Another Pyrrhic Victory: The Only Compilation of Dead Seattle God Bands
- 1922 - Ain't Nothing to Do nella compilation Endangered Species
- 1992 - Baby Takes nella compilation Afternoon Delight: Love Songs From Sub Pop
- 1996 - Swallow My Pride (1987 Demo) in Hype!
- 2000 - This Town nella compilation Wild and Wooly: The Northwest Rock Collection
- 2006 - Come on Down nella compilation Sleepless in Seattle: The Birth of Grunge